# عبدالله یاسر
عبدالله یاسر (انگلیسی: Abdulla Yaser؛ زادهٔ ۲۷ مارس ۱۹۸۸) بازیکن فوتبال اهل بحرین است.
از باشگاه‌هایی که در آن بازی کرده‌است می‌توان به باشگاه ورزشی الرفاع و باشگاه ورزشی المحرق اشاره کرد.
وی همچنین در تیم‌های ملی فوتبال بحرین، و بحرین، بازی کرده‌است.